# Centre de civilisation polonaise
Le Centre de civilisation polonaise (en polonais Ośrodek Kultury Polskiej) a été créé auprès de la Sorbonne en 1962 sur la base de la déclaration franco-polonaise du 21 février 1958, qui instituait également un Centre d'études françaises à l'Université de Varsovie.
Il est indépendant de l’UFR des études slaves, mais son siège est désormais avec celle-ci au centre universitaire Malesherbes (anciens locaux d'HEC), 108, boulevard Malesherbes dans le 17e arrondissement de Paris.
Il coopère également avec l'Institut d'études slaves, l'antenne parisienne de l'Académie polonaise des sciences, les départements universitaires de polonais (Paris IV, INALCO, etc.) et l'Institut polonais de Paris.

## Activités
Les modes d'action du centre ont varié au cours des années. Les principales modalités sont l’organisation de conférences et la contribution à des publications.
Il édite une publication annuelle « Les Nouveaux Cahiers franco-polonais », qui rassemble des actes des colloques, des textes des conférences, des traductions, une bibliographie d'ouvrages récemment parus sur la Pologne et des travaux d’étudiants.
Il assure également des cours de polonais langue étrangère dans le cadre de la formation continue et met à disposition de tous les apprenants des compléments en ligne ouverts et gratuits.

### Conférences, débats et séminaires
On peut relever notamment parmi les manifestations les plus récentes :
Cycle « 25 ans de transformations démocratiques en Pologne » (2014)
- Débat Les Exclu(e)s : des inégalités hommes/femmes en Pologne avec Magdalena Środa et Christine Ockrent
- Débat sur La politique sociale en Pologne, avec Michał Boni et François Bafoil

Colloque international « Norwid notre contemporain » (décembre 2013)
- organisé avec la Société historique et littéraire polonaise (SHLP), le département d’études polonaises de l’Université Paris-Sorbonne et la section de polonais de l’Institut national des langues et civilisations orientales (INALCO), avec le soutien de l’Ambassade de Pologne en France et l’Institut polonais de Paris

Colloque franco-polonais « Kantor au croisement de l'art et de l'histoire » (avril 2015)
- organisé sous la direction de Georges Banu et Leszek Kolankiewicz (pl) à l'occasion du centenaire de la naissance de Tadeusz Kantor et dans le cadre de la célébration des 250 ans du théâtre public en Pologne, sous le haut patronage de l’Ambassadeur de Pologne en France Andrzej Byrt en partenariat avec l'Institut polonais de Paris, la Bibliothèque polonaise de Paris (SHLP) et la Cricothèque (pl) de Cracovie[6].

Colloque international « Journaux d’écrivains - entre pratique d’écriture ordinaire et littérature (du XIXe au XXIe siècle) » (mai 2019)
À partir d'exemples concrets de journaux d’écrivains français, hongrois, italien et polonais, les communications présentées lors de ce colloque ont porté sur les métamorphoses du genre entre « intime » et « extime », sur l’autofiction, sur le récit de soi, mais aussi sur les problèmes éditoriaux que cette forme de publications impose.
- en Sorbonne, et à l'École normale supérieure, Salle des actes

Colloque « L'Esprit curieux - Collectionner en Europe (de Vasari à nos jours) » (octobre 2019)
- à la bibliothèque polonaise de Paris, et à l'antenne parisienne de l'Académie polonaise des sciences,

Journée d'études sur l'enseignement des langues slaves
- Enseigner et apprendre le polonais, le russe, le tchèque. Méthodes, contenus, pratiques - février 2016[7].

À la mémoire de Bronisław Geremek (29 octobre 2019)
- Table ronde organisée à la bibliothèque polonaise de Paris, modérée par Hélène Carrère d'Encausse, avec la participation de François Bayrou, Roger Chartier (Collège de France), Georges Mink (Collège d'Europe),  Paweł Rodak (ru), Jan Tombiński (pl) (diplomate polonais), C. Pierre Zaleski (SHLP).

Conférences
- Au revoir les enfants et Le Pianiste : deux traumatismes, deux narrations, conférence de Tadeusz Lubelski.

### Publications
- 55 années [de] recherches littéraires : exposition consacrée à l'œuvre du professeur Julian Krzyżanowski (pl), 1967
- Les études d'histoire littéraire slave en Pologne 1945-1965, Paris-Varsovie, 1968
- Miłosz - dialogue des cultures, sous la direction de Danièle Chauvin, rassemble les communications du colloque du même titre, organisé en décembre 2011.
- Intellectuels de l'Est exilés en France, sous la direction de Wojciech Fałkowski (pl) et Antoine Marès, rassemble les communications du colloque organisé en novembre 2010.
- L'enseignement du polonais langue étrangère : méthodes, contenus, pratiques, rassemble les communications du colloque organisé en juin 2013[8].

disponible en téléchargement gratuit
- Ars Magna de Grotowski, conférence de Leszek Kolankiewicz (pl) sur Jerzy Grotowski
- volumes thématiques[10] :
  - Ironie contemporaine
  - Traduction
  - Genius Loci face à la mondialisation
  - Zbigniew Herbert
  - Les Représentations de la Terre dans la littérature et l'art

## Directeurs
Parmi les anciens directeurs, on peut relever, :
- Bronisław Geremek (1935-2008), historien médiéviste et sociologue (1962-1965)
- Stanisław Frybes (pl) (1922-2013), polonisant, Juste parmi les nations, (1965-1971)
- Jan Detko (1931–1979), historien de la littérature (1971-1973)
- Oktawiusz Jurewicz (pl) (1926-2016), historien et helléniste (1973-1980)
- Maria Straszewska (pl) (1919-2021), historienne de la littérature, spécialiste de l'enseignement du polonais aux étrangers (1980-1985)
- Cezary Rowiński (1934-1994), historien de la littérature, spécialiste de l'enseignement du polonais aux étrangers (1985-1989)
- Michał Tymowski (pl) (1941- ), historien africaniste (1989-1993)
- Witold Wołodkiewicz (pl) (1929-2021), juriste (1993-1994)[13]
- Juliusz Chrościcki (pl) (1942- ), historien de l'art (1995-1998)[14]
- Roman Michałowski (pl) (1949- ), historien médiéviste (1998-2001)
- Danuta Knysz-Tomaszewska (pl) (1940- ), polonisante et comparatiste (2001-2005)[15]
- Zofia Mitosek (pl) (1943- ), polonisante et théoricienne de la littérature (2005-2008)
- Wojciech Fałkowski (pl) (1952- ), historien médiéviste (2008-2012)
- Leszek Kolankiewicz (pl) (1954- ), spécialiste de théâtre et anthropologue (2012-2016)
- Paweł Rodak (ru) (1967- ), historien de la culture polonaise (2016-2019)[16]

La directrice actuelle est depuis 2019, Iwona H. Pugacewicz, historienne spécialiste de l'émigration polonaise en France et l'équipe administrative permanente se compose d'Anna Ciesielska-Ribard et Małgorzata Piermattei-Zakrzewka.